# Ashley Owusu
Ashley Ann Owusu (Queens, 22 gennaio 2001) è una cestista statunitense.

## Carriera

### Nazionale
Con la nazionale statunitense ha disputato i Campionati americani del 2021, conclusi con la vittoria del torneo.

## Palmarès
- McDonald's All-American Game (2019)